# Paus (Resende)
Paus é uma freguesia portuguesa do município de Resende, com 13,16 km² de área e 421 habitantes (censo de 2021). A sua densidade populacional é 32 hab./km².
É atravessada pelo ribeiro Bestança que desagua no Douro, na localidade de «Porto de Rei» da freguesia de São João de Fontoura.

## Demografia
A população registada nos censos foi:
| Distribuição da População por Grupos Etários | Distribuição da População por Grupos Etários | Distribuição da População por Grupos Etários | Distribuição da População por Grupos Etários | Distribuição da População por Grupos Etários |
| -------------------------------------------- | -------------------------------------------- | -------------------------------------------- | -------------------------------------------- | -------------------------------------------- |
| Ano                                          | 0-14 Anos                                    | 15-24 Anos                                   | 25-64 Anos                                   | > 65 Anos                                    |
| 2001                                         | 93                                           | 90                                           | 268                                          | 192                                          |
| 2011                                         | 56                                           | 65                                           | 245                                          | 162                                          |
| 2021                                         | 39                                           | 31                                           | 209                                          | 142                                          |

## Património
- Igreja de Paus
- Capela da Senhora dos Prazeres
- Capela de Santo António
- Capela do Senhor dos Desamparados
- Capela da Senhora do Souto
- Capela de Santiago
- Capela de São José
- Capela de São Gonçalo
- Mamoa de Moumiz

## Lugares
- Cadafaz
- Carvalhos
- Cimo de Vila
- Córdova
- Fermelo
- Ferreiroz
- Formigal
- Fornelo
- Fazamões
- Fundo de Vila
- Lages
- Matinho
- Mato
- Moumiz
- Origo
- Paredinhas
- Póvoa
- Quintans
- Ribeiro
- São Pedro do Souto
- Sobrada
- Vale

## Economia
Possui terrenos férteis, apesar de bastante acidentados, e produzia em abundância, de acordo com as fontes documentais, no final do século XIX, milho trigo, centeio, feijão, batatas e castanhas, existindo também criação de bastante gado lanígero e caça miúda. Ainda hoje é abundante de água e lenha, sendo a cultura da cereja dominante e uma das principais fontes de rendimento da população.

## História
Também designada por São Martinho de Paus, é freguesia posterior ao século XVI. Pertenceu ao antigo concelho de São Martinho de Mouros, extinto em 24 de Outubro de 1855. Era curato da apresentação de um beneficiado da Colegiada de São Martinho de Mouros, no antigo concelho de São Martinho de Mouros. Passou depois a reitoria, sendo actualmente abadia. Hoje, eclesiasticamente anexa a Fontoura. Diocese de Lamego.
Quando em 1758 o Marquês de Pombal ordenou que se procedesse a um inquérito realizado a todas as paróquias de Portugal, que ficou conhecido como Memórias Paroquiais de 1758, era donatário desta paróquia a Real Universidade de Coimbra.
Foi berço do Morgado de Córdova, Justiniano César Osório (1806-1861), conhecido também por Justiniano de Córdova, que no tempo da revolução da Junta do Porto — 1846 a 1847 (Patuleia) — deu brado como guerrilheiro. Birrando com as prepotências dos Cabrais, armou, enquanto administrador do concelho de São Martinho de Mouros, uma guerrilha de 200 homens seus vizinhos, muito valentes, bem escolhidos e capitaneados por ele, como tenente-coronel e comandante do batalhão de voluntários de Resende, título dado pela Junta do Porto. Foi um guerrilheiro muito ousado e muito valente e pôde denominar-se o Galamba da Beira. Em 9 de Fevereiro de 1847 o tenente-coronel Justiniano foi agraciado com o grau de Oficial da Ordem Militar da Torre e Espada, do Valor, Lealdade e Mérito. Terminada a luta pela convenção de Gramido foi repetidas vezes administrador do concelho e presidente da câmara de Resende, portando-se sempre com a maior dignidade, até que faleceu no Porto em 26 de julho de 1861.